# La música escarlata
La música escarlata (Gente de México, 2007) es la trigésima segunda producción discográfica de Arturo Meza. Fue editada en agosto de 2007. Todos los textos y música es obra de Arturo Meza. Fue grabado en los estudios Manyfest de Puebla, Puebla, grabado y mezclado por Manuel Montiel y Mauro Castro Azuara como asistente de grabación.

## Lista de canciones
- Camelot
- Cárceles de sal
- Tu red en el pez de mi amor
- A pesar de tanto odio
- Al final del otoño
- Barco azul cruzando el cielo
- Puerto de abrigo
- Crisálidas (a las niñas víctimas de la violencia y el comercio sexual)
- La luz de tu presencia
- Enséñame a amar
- Yo soy tú mismo
- Bálsamo de luz

## Músicos
Octavio Paredes: violonchelo y piano.
Sergio Cortés: trompeta
Mauro Castro Azuara: percusión, djembe, shaker, katsisi.
Dr. Coloso: batería y loops.
Arturo Meza: bajo fretless, guitarras, arpas, armónica, sintetizador, voz y coros.
- Datos: Q5967505